# Trifollaro

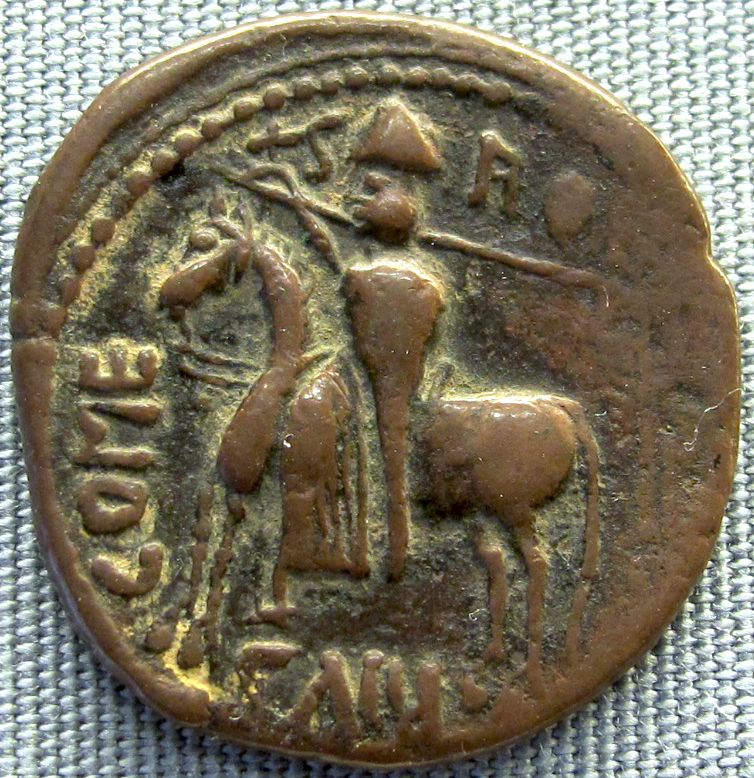
Trifollaro de Rogelio I.

El trifollaro o trifollaris fue una moneda de cobre acuñada en el sur de Italia bajo los normandos. Tenía un valor de 120 numos o 3 follis. El nombre trifollaro, usado por los académicos, fue acuñado por el numismático italiano Rodolfo Spahr. Las fuentes contemporáneas no utilizan dicho nombre. Spahr interpretó la frase tres follares aereos romesinam unam appretiatos ("tres nuevos follares de cobre deben ser valuados como un romesina") en la discusión de Falco de Benevento sobre la reforma monetaria de 1140 como una referencia para la nueva denominación de la moneda.
El conde Rogelio I de Sicilia (que reinó entre 1071 y 1101) acuñó tanto folles como trifollaros en Mileto. Teniendo la última un peso medio de tres veces la primera (10.6 frente a 3.4 gramos). Mientras que los folles tienen una gran cruz de tau, los trifollaros tienen la imagen de una figura equestre armada. Philip Grierson aduce que está probablemente basada en la imagen del conde en vida, dado que no existe modelo o paralelismo identificables en el arte o la escultura contemporáneos. Se asemeja quizá en el estilo al contemporáneo tapiz normando de Bayeux.
El duque Guillermo II de Apulia acuñó trifollaros en Mileto. Aquellos acuñados en torno a la fecha de la investidura de Guillermo por el papa Pascual II en 1114 presentan una efigie equestre a imitación de las de Rogelio I. Ejemplares posteriores presentan gran variedad de imágenes distintas: bustos, estrellas, cruces, etc.
En torno al 1184, el rey Guillermo II de Sicilia comenzó la acuñación en Messina de trifollaros con la cara (o máscara) de un león en el anverso y una palmera datilera con frutos en el reverso. Se trataba en este caso de una moneda desvalorizada, mucho más pequeña que los trifollaros acuñados un siglo antes. La cara del león parece una copia de una moneda púnica siciliana acuñada en Messina en el siglo quinto a. C. — unos 1500 años antes. Estas pueden haberse encontrado todavía en circulación en Messina en 1184. La palmera datilera puede haber sido un símbolo concebido para los súbditos musulmanes de Guillermo, dado que el Corán afirma que María consumía dátiles en el momento del nacimiento de Jesús.